# محمود قمبر
محمود قمبر (7 ديسمبر 1986) لاعب كرة قدم بحريني يلعب حاليا لصالح نادي الدرجة الأولى المنامة البحريني في مركز الوسط المهاجم من 2004 كما يجيد اللعب في مركزي الجناح الأيمن والجناح الأيسر.